# Regne d'Arle
El Regne d'Arle (o Arelat), dit Regne de Borgonya fins al segle xii, va ser un domini franc-borgonyó o pròpiament borgonyó amb capitalitat a la ciutat d'Arle, establert l'any 934 en reunir-se els territoris que, separats del Sacre Imperi Romanogermànic després de l'interregne succeït a la mort de l'emperador Carles III el Gras el 888, van formar el regne de l'Alta Borgonya i el regne de la Baixa Borgonya. Aquests territoris estaven situats respectivament al nord i al sud de la conca del Roine, des del seu naixement als Alps fins a la seva desembocadura en el mar Mediterrani.
Va ser governat per reis independents fins a l'any 1032, quan va caure de nou en l'òrbita del Sacre Imperi Romanogermànic. Després de 1032, l'existència de l'Arelat com a poder central dels seus territoris va ser merament de iure, dividit en petits dominis feudals que van anar caient en poder dels seus veïns (regne de França, cantons helvètics, etc.), fins que la pràctica totalitat dels seus últims romanents van passar finalment al regne de França, el 1378. Un d'aquests últims romanents, el comtat de Savoia (convertit en ducat de Savoia el 1416), pot ser considerat com l'hereu del regne d'Arle, doncs al llarg dels següents segles va aconseguir reunir part dels territoris del citat regne, fins que la Revolució francesa va expulsar a la Casa de Savoia de la conca del Roine fent-la bascular cap al Piemont i Itàlia. Des d'allà van participar en el procés d'Unificació Italiana dut a terme per Garibaldi i es van convertir en reis d'Itàlia, per la pressió de Cavour, havent d'exiliar-se Garibaldi a Sud-amèrica.

## Reis de l'Arelat

### Fundadors del regne (antiga Casa de Welf)

Mapa del regne d'Arle en els seus últims anys, incloent el comtat de Provença.

Al gener de 888, Rodolf I de Borgonya, comte d'Auxerre, va fundar el regne de l'Alta Borgonya en ser reconegut com a tal per la noblesa local, durant la descomposició del Sacre Imperi després de l'abdicació i mort de l'emperador Carles el Gras. Rodolf I pertanyia a la Casa de Welf, i va heretar el 876 a la mort del seu pare, Conrad II d'Auxerre, senyor del comtat borgonyó d'Auxerre, els territoris de Ginebra, Lausana i Sion, que envolten el llac de Ginebra, i es deien Marca Transjurana). Aquests territoris li havien estat concedits a Conrad al desembre de 864, amb el títol de marquès de Transjurania, per l'emperador carolingi del Sacre Imperi Luis II el Jove, fill de l'emperador Lotari I, després que Conrad matés al bosónida comte Hubert.
A la mort de Lluís III el Cec el 928, Hug d'Arle va renunciar a la Borgonya Cisjurana i Provença en favor de Rodolf II de Borgonya a canvi de la renúncia d'aquest al regne d'Itàlia, i el 934 Rodolf va reunir els dos regnes de l'Alta i la Baixa Borgonya en el nou regne de les Dues Borgonyes quan el bosónida Hug d'Arle, rei d'Itàlia, li va cedir l'any 933 el regne de Provença, també anomenat regne de la Baixa Borgonya, a canvi de la renúncia per part de Rodolf II a la corona d'Itàlia. En el pacte també es va convenir el matrimoni entre la filla de Rodolf, Adelaida, amb el fill d'Hug, Lotari. El 937, a Rodolf II el va succeir el seu fill Conrad el Pacífic, com a rei del regne d'Arle per la capital, a qui el 993 va succeir al seu torn el seu fill Rodolf III de Borgonya, últim dels reis güelfs de Borgonya.

### L'Arelat en el Sacre Imperi Romanogermànic
El 6 de setembre de 1032, a la mort de Rodolf III, es va produir una disputa entre l'emperador Conrad II el Sali —designat hereu del regne borgonyó pel difunt rei— i un altre nebot d'aquest últim, el comte de Blois i Troyes, Eudes II, l'hereu més directe de Rodolf. Est el conflicte de la Successió de Borgonya (1032-1034), que després de dos anys de lluita entre els dos cosins acabà afavorint a l'emperador, que incorporarà així el regne a l'Imperi. Encara que els seus successors en el Sacre Imperi agafessin el títol de reis d'Alemanya, d'Itàlia i d'Arle, pocs van viatjar fins a Arle per a ser coronats en la seva catedral:
- El 30 de juliol de 1178, l'emperador Frederic I Barbarroja va ser coronat rei de l'Arelat, a la Catedral d'Arle pel seu arquebisbe Raimond de Bollène.
- El 4 de juny de 1365, Carles IV, Rei de Bohèmia, es va fer coronar rei d'Arle en la Catedral d'Arle.

### Descomposició de l'Arelat
La major part del territori de la Baixa Borgonya va ser progressivament incorporat a la corona de França, mentre que les parts orientals de l'Alta Borgonya van ser adquirides per les cases de Zähringen i d'Habsburg. Frederic Barbarroja, en casar-se amb Beatriu I de Borgonya, l'hereva del Franc Comtat de Borgonya, va afegir aquests territoris occidentals del regne d'Arle al domini personal de l'emperador, titulant-se comte. L'emperador del Sacre Imperi de la Casa de Luxemburg, Carles IV, va separar el 1361 el comtat de Savoia de l'Arelat. El 1378 va cedir els romanents de l'Arelat al delfí de França, després rei Carles VI de França, i el regne va deixar d'existir de facto.

## Reis d'Arles o de les Dues Borgonyes
- Reis de la Baixa Borgonya o Borgonya Cisjurana:

- 879-882: Bosó de Provença († 887), comte de Provença més tard proclamat rei a Vienne el 879.
- 882-890: represa en mans dels reis Carolingis.
- 890-928: Lluís III el Cec († 928), fill de Bosó, proclamat rei a Provença el 890, emperador d'Occident el 901, encegat per Berenguer de Friul el 905
- Des de 905 i per la ceguesa de Luis III, el regne va ser administrat per Hug d'Arle, comte d'Arle, que el va cedir el 934 a Rodolf II, rei de la Borgonya Transjurana.

- Reis de l'Alta Borgonya o Borgonya Transjurana:

- 888-912: Rodolf I de Borgonya
- 912-937: Rodolf II de Borgonya, fill de l'anterior.

- Reis de l'Arelat:

- 912-937: Rodolf II de Borgonya
- 937-993: Conrad III de Borgonya el Pacífic, fill de l'anterior.
- 993-1032: Rodolf III de Borgonya, fill de l'anterior.

La unió dels dos regnes va passar a ser coneguda com el regne de les Dues Borgonyes, regne de Borgonya o regne d'Arle.